# 先行詞
先行詞（上行語）是指能賦予其他代詞具體意義的字詞、短語、從句<子句>。代詞可從其先行詞得出它的具體意義，例如英語句子："Susan arrived late because traffic held her up."(蘇珊來遲了，因為交通狀況延遲了她的行程)。代詞"her"（她）表明為"Susan"（蘇珊）且其含義也來自"蘇珊"，所以蘇珊是"her"（她）的"先行詞"。代詞通常跟隨在他們的先行詞的後面，但有時它們在先行詞前面。